# Zap 275
Zap 275 fou una llibreria de Barcelona especialitzada en còmic underground, còmic alternatiu i publicacions contraculturals oberta el desembre de 1974 per Jaume Fargas. Estava ubicada al carrer de l'Esparteria 17 del barri de la Ribera.
La llibreria sol ser reivindicada com un temple de la contracultura dels anys 1970 i com la primera llibreria especialitzada en còmic de tot l'estat. En ella s'hi podien trobar còmics europeus i americans que Fargas havia importat -sovint il·legalment- dels Països Baixos, a partir de l'editorial i llibreria alternativa Real Free Press, ubicada a Amsterdam.
El nom de la llibreria s'inspirava en la revista Zap Comix, fundada per l'autor underground nord-americà Robert Crumb a finals dels anys 1960.
Malgrat la seva efímera vida, ZAP 275 fou un punt neuràlgic de la contracultura barcelonina dels anys 1970 i va servir d'espai dinamitzador i cohesionador d'un incipient moviment underground que es començava a interessar pels còmics i música alternativa, l'orientalisme o el moviment vegà.
Va tancar les portes el 1979 però a aquesta època noves llibreries de còmics ja havien aparegut o estaven a punt de fer-ho, com per exemple la llibreria Makoki (carrer de la Nau, 5) oberta per Felipe Borrallo el 1977, o Continuarà Còmics, oberta per Albert Mestres i Joan Navarro el 1980.

## Jaume Fargas
Jaume Fargas (Manresa, 1952 - Barcelona, 13 de juliol de 2019) fou un referent i aglutinador del moviment udenderground que s'estava gestant a Barcelona i Catalunya els anys 1970, va estar vinculat amb la revista El Víbora en els seus inicis i és considerat una figura important del moviment undergound barceloní de la dècada dels 1970.